# Inonge Wina

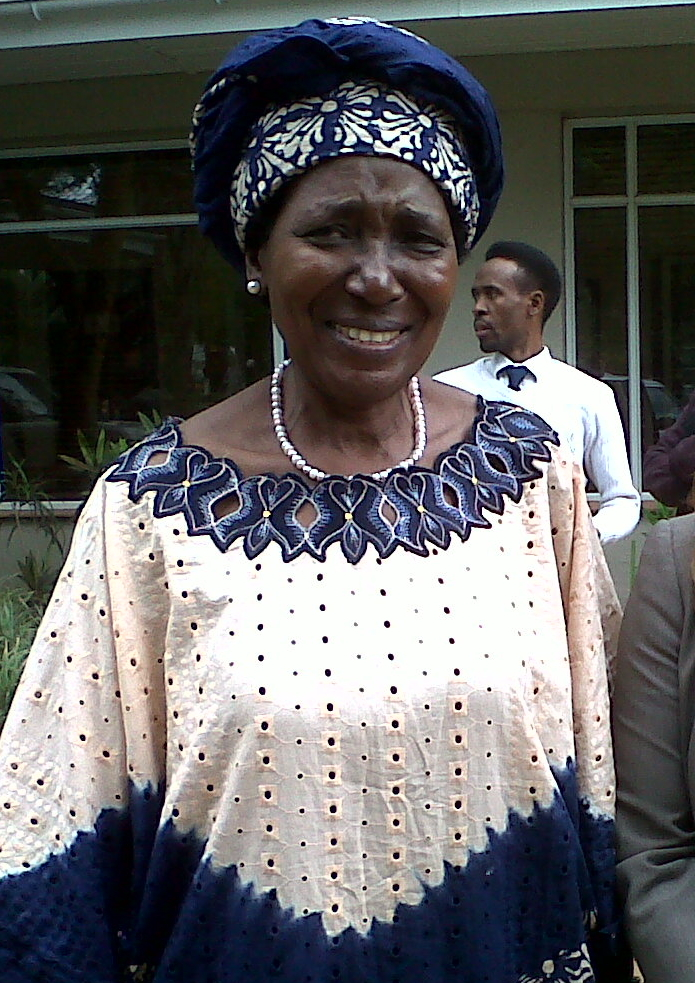
Inonge Wina (2012)

Inonge Mutukwa Wina (* 2. April 1941 in Suibumbu Village, Senanga Distrikt, Nordrhodesien (heute Sambia)) ist eine sambische Politikerin und Frauenrechtlerin.
Sie war zunächst als Frauenrechtlerin tätig, bevor sie sich in der Politik engagierte. Nach mehreren Ministerämtern war sie von 2015 bis 2021 die 13. Vizepräsidentin der Republik Sambia und die erste Frau in diesem Amt.

## Leben und Wirken
Inonge Wina wurde 1941 in einem Dorf im Distrikt Senanga in der damaligen britischen Kolonie Nordrhodesien geboren. Sie besuchte in Senanga und Mongu die Grundschule, erlangte dann aber einen Schulabschluss an der Santa Monica High School in Los Angeles, Kalifornien. Sie machte Abschlüsse in Geschichtswissenschaften, Soziologie und Sozialarbeit. An der University of Zambia erwarb sie einen Bachelor of Arts.
In den 1970er Jahren begann sie zunächst als Sozialarbeiterin, für die Rechte der Frauen zu kämpfen. Später setzte sie diesen Kampf als Staatsangestellte fort. Sie arbeitete u. a. mit der Young Women Christian Association zusammen; sie wurde später Präsidentin der sambischen Sektion. Zusammen mit der sambischen Polizei entwickelte sie die Organisation The victim report (deutsch etwa: Der Opfer-Report), die Hilfeleistung an Frauen und Kinder in Sambia leisten sollte, die Opfer häuslicher Gewalt geworden waren.
In die Politik kam Wina im Jahr 2001. Damals wurde sie im Wahlkreis Nalolo als Abgeordnete der United Party for National Development in die Nationalversammlung gewählt und blieb bis 2006 auf diesem Posten. Danach verlor sie bei erneuten Wahlen ihren Sitz. 2011 wurde sie für die Patriotic Front erneut ins Parlament gewählt, dem sie bis zu ihrer Ernennung zur Vizepräsidentin 2015 angehörte. Sie hatte während ihrer bisherigen politischen Karriere einige Ministerämter inne. So war sie Finanzministerin und Erziehungsministerin; unter Michael Sata wurde sie Gleichstellungs- und Jugendministerin (Minister of Gender and Child Development) und amtierte auch als Ministerin für traditionelle Oberhäupter und Stammesangelegenheiten (Minister of Chiefs and Traditional Affairs).
Seit dem 9. Februar 2015 amtierte sie als erste Vizepräsidentin und erste Lozi in diesem Amt unter Staatspräsident Edgar Lungu. Sie hatte den Rang eines Premierministers der Republik Sambia. Sie musste nach der Abwahl von Edgar Lungu als Staatspräsident auch ihr Amt als Vizepräsidentin abgeben, dass sie bis zum 24. August 2021 innehatte. Nachfolgerin als Vizepräsident wurde Mutale Nalumango.
Inonge Wina war verheiratet mit dem Freiheitskämpfer und Akademiker Arthur Nutuluti Lubinda Wina († 1995) und ist Mutter von drei Kindern.